# Йоханнесбургский планетарий
Йоханнесбургский планетарий (англ. Johannesburg Planetarium) — первый полноразмерный планетарий в Африке и второй в Южном полушарии, расположенный в городе Йоханнесбург в Южно-Африканской Республике. Был открыт  12 октября 1960 года. Принадлежит Университету Витватерсранда.

## История
Впервые о постройке планетария в Йоханнесбурге было объявлено в 1956 году на празднествах, организованных в честь 70-й годовщины со дня основания города. Было принято решение начать сбор средств для покупки уже построенного планетарного проектора из Европы. Были начаты переговоры с муниципальной администрацией города Гамбурга о продаже их проекторного проекта построенного в 1930 году. Однако властями Гамбурга было выдвинуто условие, что данный планетарий проектор перед тем как попадет в Йоханнесбургский планетарий будет полностью модернизирован на заводе компании «Цейс» в Оберкохене, специализирующейся в области оптики. Проектор Гамбургского планетария был немедленно демонтирован и переехал в Оберкохен для капитального ремонта и был полностью модернизирован.
Планы на строительство нового здания проектора были впервые составлены в 1958 году, а строительство началось в 1959 году. Планетарий открылся 12 октября 1960 года. Многие годы планетарий проводит наблюдения небесных тел, лекции и семинары. Основным направлением деятельности Йоханнесбургского планетария является популяризация естественнонаучных знаний в области космоса. В 2010 году Йоханнесбургский планетарий отметил своё пятидесятилетие.